# Тихонов, Руслан Кронидович
Руслан Кронидович Тихонов (род. 8 июля 1955 года, город Канаш, республики Чувашия) — государственный и политический деятель. Депутат Государственной Думы шестого созыва, член фракции «Единая Россия», заместитель председателя комитета Госдумы по финансовому рынку.

## Биография
Родился Руслан Тихонов 8 июля 1955 года в городе Канаш республики Чувашия.
С 1974 по 1976 год служил в рядах Вооружённых сил СССР.
Проходил обучение в Канашском финансовом техникуме (до 1974 года), а затем Чувашском государственном университете, в 1981 году получил диплом о высшем образовании.  В этом же году трудоустроился на должность контролёр-ревизор Контрольно-ревизионного управления Министерства финансов РСФСР по Чувашской АССР. В этой структуре проработал до 1995 года.
С 1995 года и на протяжении пяти лет - начальник Волго-Вятской окружной инспекции Главного контрольного управления президента РФ. В 2000 перешёл на должность начальника контрольного департамента аппарата полномочного представителя президента РФ в Приволжском федеральном округе. В 2006 году на основании распоряжения полномочного представителя президента РФ в ПФО Александра Коновалова назначен главным федеральным инспектором по Чувашской Республике.
В декабре 2011 года баллотировался в Госдуму, воспользовавшись правом самовыдвижения в списки партии "Единая Россия". В результате распределения мандатов был избран депутатом Государственной думы РФ VI созыва. Срок полномочий завершён 1 декабря 2016 года. Входил в состав комитета ГД по финансовому рынку, работал заместителем председателя. 

## Награды
- медаль ордена "За заслуги перед Чувашской Республикой" (июль 2010 года),
- Медаль ордена «За заслуги перед Отечеством» II степени(июль 2011 года).